# فانتوم (فیلم ۲۰۱۳)
«فانتوم» (انگلیسی: Phantom (2013 film)) فیلمی در ژانر جنگی به کارگردانی تاد رابینسون است که در سال ۲۰۱۳ منتشر شد.

## بازیگران
- اد هریس
- دیوید دوکاونی
- ویلیام فیکنر
- لانس هنریکسن
- جیسون بغه
- جولیان آدامز
- جردن بریجز
- جیسون گری-استنفورد